# متلازمة سنيدون
متلازمة سنيدون هي شكل من أشكال اعتلال الشرايين تتميز بعدة أعراض، منها:
- أعراض عصبية عابرة أو سكتة دماغية
- تزرق شبكي، أو تزرق عنقودي

## العلامات والأعراض
تتظاهر متلازمة سنيدون بشكل عام بسكتة دماغية أو أعراض عصبية شديدة وعابرة وطفح جلدي (تزرق شبكي). يظهر التزرق الشبكي على شكل تبقعات جلدية أرجوانية مزرقة. قد تتظاهر متلازمة سنيدون بدلًا من ذلك بتزرق عنقودي، والذي يتضمن بقعًا أكبر وأقل تنظيمًا من التبقع الأرجواني المزرق على الجلد. تظهر كلتا الحالتين بشكل عام في الأطراف بدايةً، وتتفاقم كلتاهما في البرد وقد تحدثا بدون متلازمة سنيدون أو أي مرض جهازي آخر.
تشمل مظاهر متلازمة سنيدون: فقدان الذاكرة العابر، حبسة عابرة، شلل، صداع، ارتفاع ضغط الدم، نوبات نقص تروية عابرة، سكتة دماغية، مرض القلب التاجي، والخرف. قد تسبق المظاهر الجلدية الأعراض العصبية بسنوات.

## الإمراضية
متلازمة سنيدون هي اعتلال شرياني مترقي غير التهابي يسبب حالة جلدية مميزة وإصابة وعائية دماغية، وتشمل السكتة الدماغية ونوبات نقص التروية العابرة وأعراض عصبية شديدة ولكنها عابرة يُعتقد أنها ناجمة عن التشنج الدماغي ومرض القلب التاجي والخرف المبكر. يسبب الضعف التدريجي في بطانة الشرايين في متلازمة سنيدون تشكل خثرات دموية، يوصف لها جرعة عالية من الوارفارين بشكل شائع، ويمكن أن يسبب أيضًا تشكل لويحات شريانية جهازية حتى عندما تكون مستويات الكوليسترول في الدم طبيعية.

## التشخيص
لا توجد اختبارات تشخيصية تميز نتائجها جميع مرضى متلازمة سنيدون، لكن غالبًا ما يظهر كل من التصوير بالرنين المغناطيسي للدماغ وخزعة الجلد نتائج غير طبيعية. يعتمد التشخيص على تاريخ مفصل وفحص بدني. يظهر نحو 40-60% من مرضى متلازمة سنيدون نتيجة إيجابية لاختبار أضداد الفوسفوليبيد.

## العلاج
يعالج مرضى سنيدون بشكل عام بالوارفارين، للمحافظة على قيمة مرتفعة للنسبة المعيارية الدولية (آي إن آر) من 3-4. لوحظ تحسن الأعراض لدى نسبة كبيرة منهم بعد عدة أشهر من الحفاظ على آي إن آر ضمن هذا المجال، غالبًا ما يستخدم العلاج بالوارفارين كأداة تشخيصية.

## علم الأوبئة
متلازمة سنيدون هي حالة نادرة عادةً ما تشُخص بشكل خاطئ. تحدث في العائلات وقد تنتقل بوراثة سائدة. غالبًا ما تظهر متلازمة سنيدون عند النساء في الثلاثينيات من العمر، رغم وجود بعض الحالات بين الرجال والأطفال. بشكل عام، يسبق التزرق الإصابة الوعائية الدماغية بنحو عشر سنوات، وتسبق الإصابة الوعائية الدماغية تطور الخرف، في حال حدوثه، بعدة سنين.

## التاريخ
سميت المتلازمة نسبةً لإيان بروس سنيدون. في عام 1965، أبلغ الدكتور سنيدون لأول مرة عن حالات 6 مرضى يعانون من طفح جلدي مميز وحوادث وعائية دماغية (سكتات دماغية). اعتُبرت متلازمة سنيدون سابقًا إحدى أمراض المناعة الذاتية وسميت متلازمة أضداد الفوسفوليبيد، رغم إعادة تصنيفها كمرض وعائي دماغي غير التهابي. يجب أخذها بعين الاعتبار لدى المرضى المشخصين بالتهابات وعائية عندما تفشل العلاجات القياسية.